# Alchemilla lasenii
Alchemilla lasenii är en rosväxtart som beskrevs av S. E. Fröhner. Alchemilla lasenii ingår i släktet daggkåpor, och familjen rosväxter. Inga underarter finns listade i Catalogue of Life.